# Brockville
Brockville är en ort i Kanada.   Den ligger i provinsen Ontario, i den sydöstra delen av landet, 90 km söder om huvudstaden Ottawa. Brockville ligger 93 meter över havet och antalet invånare är 23 886.
Terrängen runt Brockville är platt. Brockville är det största samhället i trakten. 
Runt Brockville är det glesbefolkat, med 9 invånare per kvadratkilometer.